# Устим Лещенко
Устим Лещенко (Леценко) (? — після 1668) — військовий діяч доби Гетьманщини, лубенський наказний полковник (1668).

## Життєпис
Народився не пізніше 1619 року. Учасник Хмельниччини. У 1649 році був сотником другої Лубенської сотні. У липні 1654 року обіймав посаду Лубенського городового отамана.
У 1660 році — лубенський полковий обозний. У 1668 році очолював Лубенський полк у той час, як полковник Гр. Гамалія очолював козацьке посольство до Стамбула. Брав активну участь у антимосковському повстанні гетьмана Ів. Брюховецького, керував Лубенським полком у битві під Хухрою.
Після приходу до влади гетьмана Д. Многогрішного був відсторонений від старшинських посад. Подальша доля невідома.

## Нащадки
Син Яким Устименко у 1654 році був сотником другої Лубенської сотні.
Син Василь Устимович (? — 1707) — любецький сотник (1681-1686, 1689-1690, 1701), чернігівський полковий осавул (1686-1689, 1690-1698).